# Stiga
Stiga je švédská firma vyrábějící zahradní techniku (travní sekačky, sekací traktory, křovinořezy, motorové pily, sněžné frézy, nůžky na živý plot atd.), sportovní vybavení (např. pro stolní tenis) a stolní hry (stolní hokej).

## Historie
Firma Stiga byla založena v roce 1934 tehdy 23letým Stigem Hjelmquistem, podle něhož je také pojmenována. Hjelmquist měl nadání pro podnikání, disponoval i dobrým vzděláním (v Påhlmanově obchodním institutu ve Stockholmu plus stáže v Německu).
V roce 1944 začala Stiga s výrobou vybavení pro stolní tenis - stoly, rakety, míčky, sítě (ještě dříve pro badminton). S firmou začal spolupracovat mnohonásobný mistr Švédska ve stolním tenise Tage Flisberg, jenž se stal reklamní tváří společnosti. Brzy jej následovali další významní hráči tohoto sportu. Ovšem nejen ve stolním tenise propagovali známí sportovci jméno firmy. Roku 1958 uzavřel smlouvu s firmou švédský hokejista Sven Tumba Johansson, stolní hokej Stiga se pak vyráběl s jeho jménem jako Tumba Hockey.
Stolní hokej začala Stiga vyrábět v roce 1957 a záhy se stal populárním i mimo Švédsko. V roce 2005 vznikla Mezinárodní federace stolního hokeje (International Table Hockey Federation - ITHF), která organizuje mistrovství světa, mistrovství Evropy a další turnaje, na nichž se hraje s výrobky Stiga. Firma prodává stolní hokeje v provedení některých významných hokejových lig (např. Stanley Cup, O2 Extraliga,...) a dodává k němu samostatně i náhradní díly (puky, branky, táhla, sady hráčů v provedení skutečných hokejových klubů nebo reprezentací).
V roce 1983 se stala většinovým majitelem firma AB Aritmos a výrobní program pro stolní tenis byl prodán. V roce 1994 byla vytvořena skupina Monark Stiga, která byla zaregistrována na stockholmské burze. Většinový majitel, průmyslník Salvatore Grimaldi, se stal v roce 1996 prezidentem/generálním ředitelem. Roku 2000 proběhla fúze s dalšími značkami Alpina a Castelgarden (obě Itálie) a Mountfield (Spojené království) do jedné skupiny Global Garden Products (GGP).

## Galerie

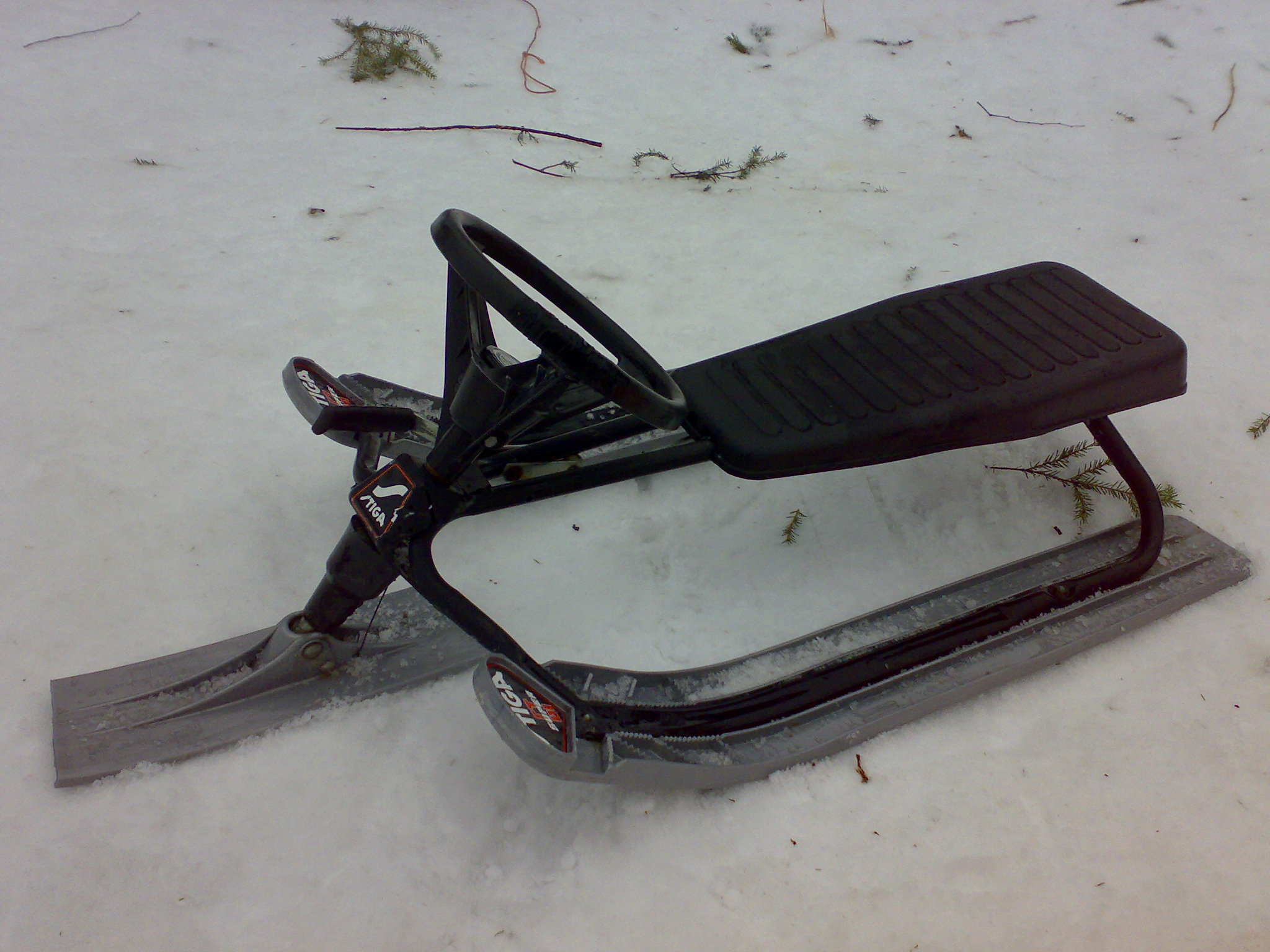
Stiga Snow Racer
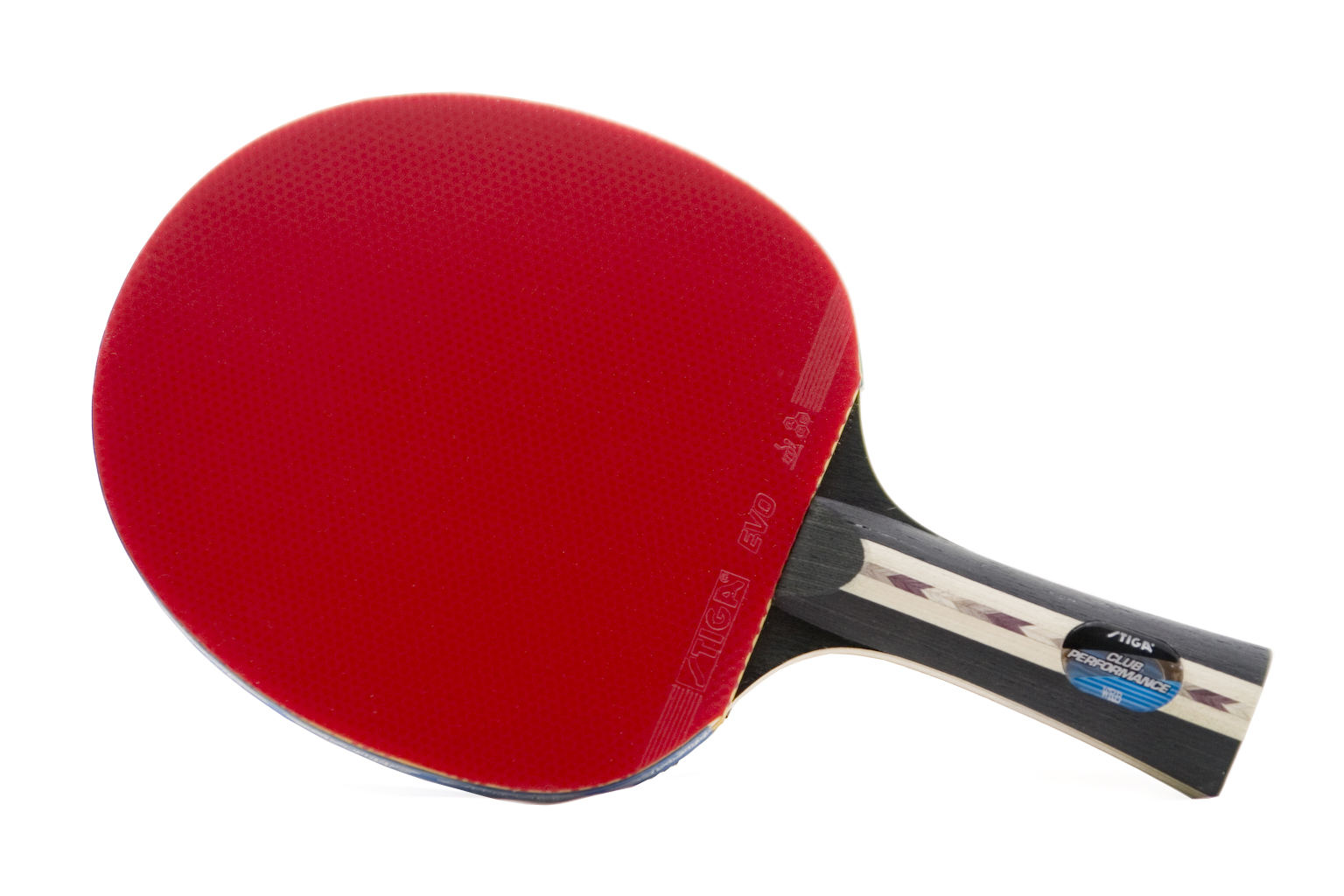
Ping-pongová raketa Stiga
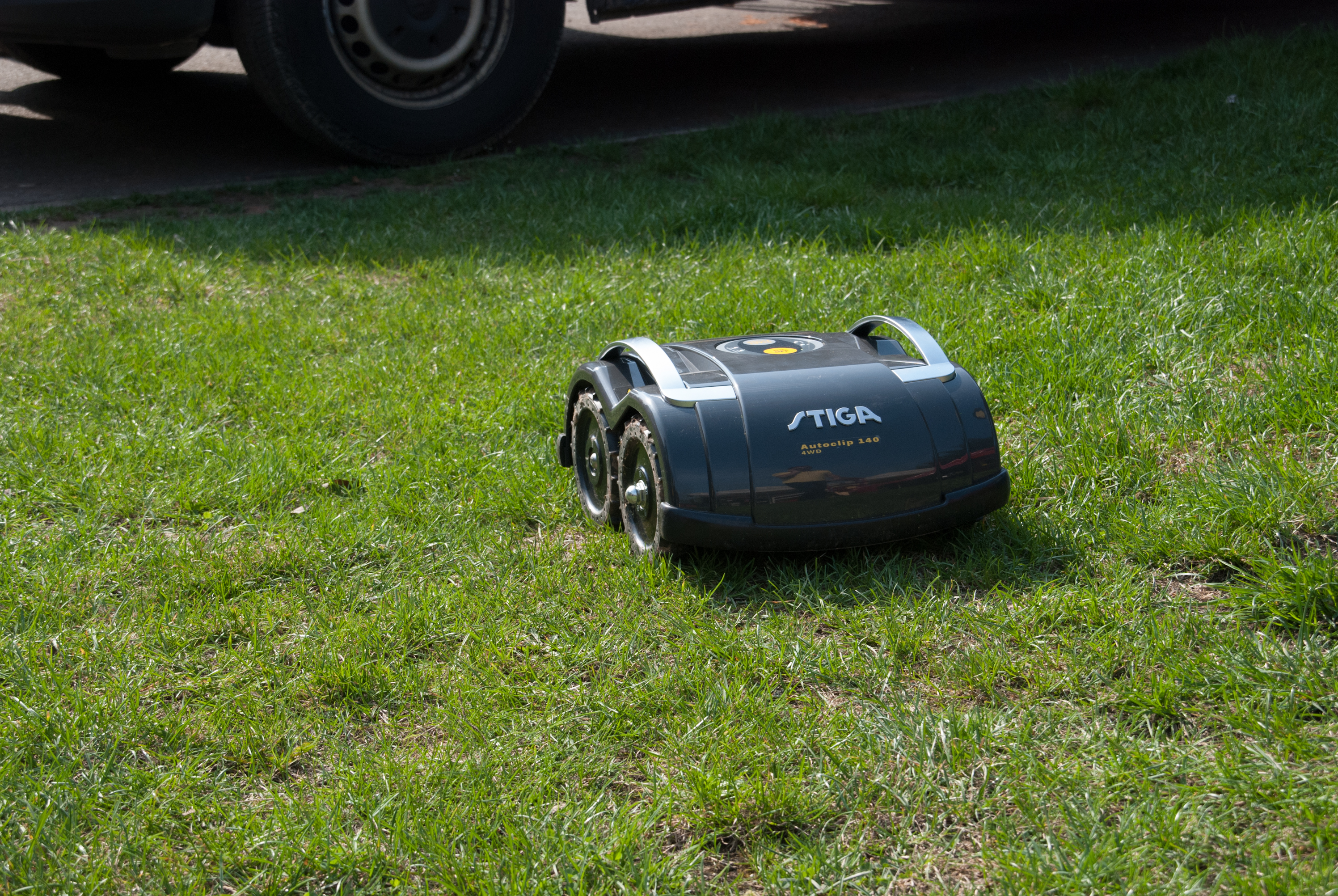
Robotická sekačka Stiga AutoClip 140
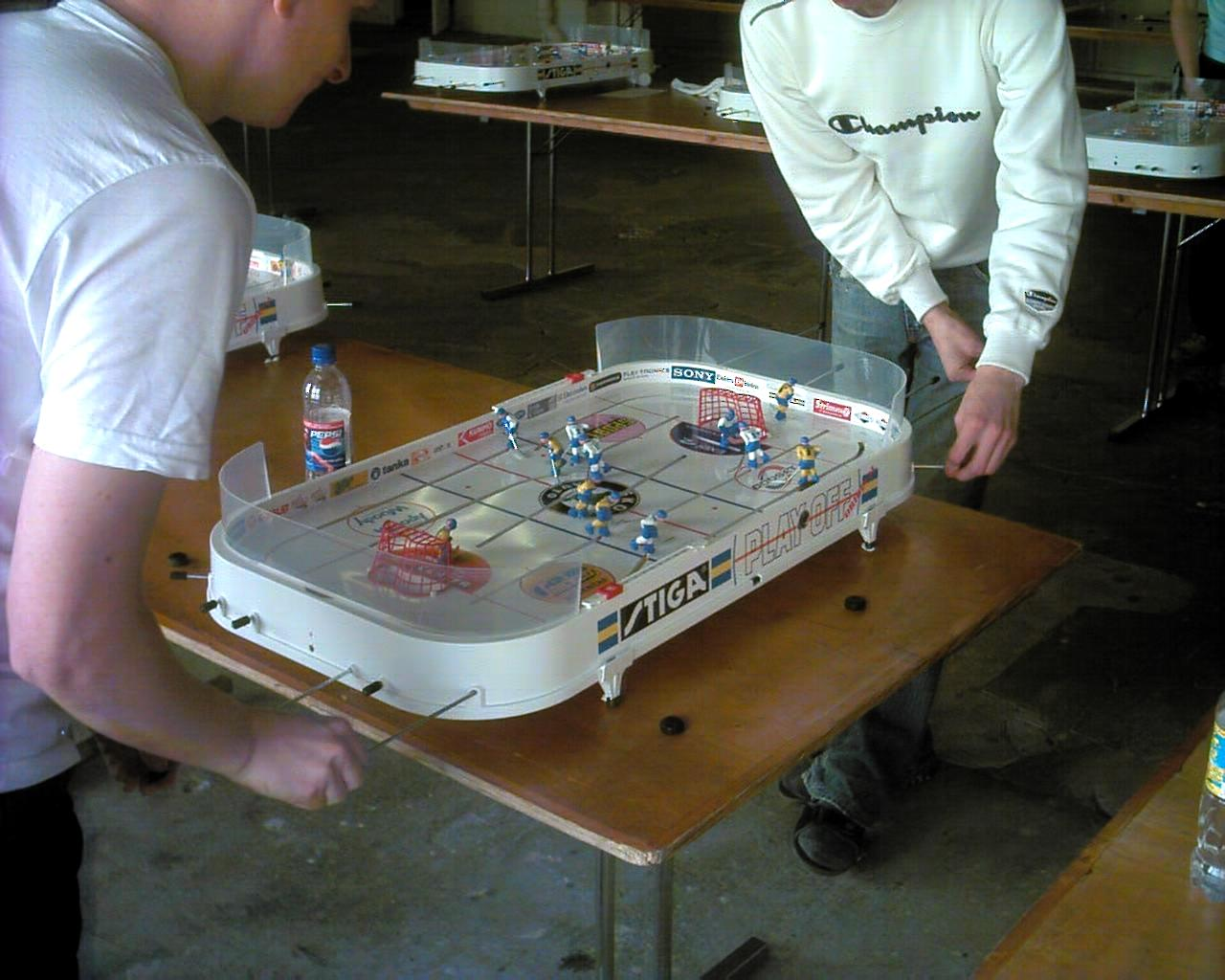
Stolní hokej Stiga